# 卡利亞尤克區
6°08′00″S 79°04′12″W / 6.1333°S 79.0700°W
卡利亞尤克區（西班牙語：Distrito de Calláyuc），是秘魯的一個區，位於該國北部卡哈馬卡大區的庫特爾沃省，面積316.1平方公里，海拔高度1,500米，2005年人口11,286，人口密度每平方公里36人。